# Сива врана
Сива врана (лат. Corvus cornix) врста је из породице врана (Corvidae). Некада је сматрано да сива и црна врана припадају истој врсти, односно да су њене подврсте. Насељава источни део Европе, предњу Азију и североисток Африке. Веома је заступљена у градовима, као и гачац.

## Опис
Углавном је пепељасто-сиве боје, осим главе, грла, крила и репа, који су црни. Може се наћи у свим стаништима где има дрвећа, најчешће се може наћи на њивама, ливадама, речним обалама и у насељима. Птица је станарица. Дугачка је 48-52 цм, са распоном крила од око 98 цм. Тешка је у просеку 510 грама. Кљун и ноге су црни. Мужјаци су већи од женки. Лете углавном споро. Када се млади излегу углавном су црњи од родитеља.

## Исхрана
Као и код осталих врана, исхрана јој је веома разнолика. Осим плодова, храни се мањим животињама и људским отпацима. Сива врана је позната као предатор јаја у гнездима многих врста птица, пре свега водених врста. Ова врста је омнивор, храни се бескичмењацима и зрнима житарица. Такође, у исхрану ове врсте улазе и мали кичмењаци, јаја птица, чак и млади других врана због чега настаје велика борба родитеља и нападача, стрвине и отпаци.

## Размножавање
Обично се гнезди на високом дрвећу или на зградама. Снесе 4-6 јаја, на којима лежи женка, док је мужјак храни. Птиће хране оба родитеља. Гнежђење се врши од марта до маја у зависности од локалитета. Гнезда се граде углавном на високом дрвећу и изолованим местима. Гнезда се састоје из четири слоја који су од различитог материјала. Број јаја у гнезду ипак може варирати па у неким деловима ареала их може бити од 2-7. Инкубација јаја траје 18-19 дана. Млади почињу да лете 28-35 дана након излегања.

## Галерија
- Сива врана у парку у Србији
- Сива врана у парку у Србији
- Сива врана у парку у Србији
- Сива врана у парку у Србији
- Сива врана у парку у Србији
- Сива врана у парку у Србији
- Сива врана у парку у Србији
- Сива врана у парку у Србији
- Гнездо сиве вране
- Clamator glandarius + Corvus cornix